# Wilhelmina Weber Furlong
Wilhelmina Weber Furlong (1878-1962) fue una artista y profesora germano-estadounidense.
Weber Furlong fue una de los grandes artistas estadounidenses, perteneciente a la élite de los primeros pintores vanguardistas y pionera en la representación de bodegones en los nuevos estilos de pintura impresionista y expresionista a comienzos del siglo XX.
Se la ha considerado la primera pintora del modernismo estadounidense, dentro del cual representa la lucha de muchas artistas de finales del siglo XIX y principios del siglo XX contra los pintores realistas que se opusieron al movimiento modernista estadounidense y a las mujeres artistas profesionales.

## Biografía
Desde 1892 contó entre sus maestros a Emil Carlsen, William Merritt Chase y Edmund H. Wuerpel. Participó en el Salón d'Automne o Salón de Otoño durante tres años y conoció a Pablo Picasso, Paul Cézanne y otros artistas que exponían en el Salón de París. Participó en el movimiento modernista estadounidense, en el que estuvo en activo entre 1892 y 1962, participando en su desarrollo en San Luis (Misuri), Nueva York y París, entre 1897 y 1906. Estuvo pintando en Ciudad de México entre 1906 y 1913 y de nuevo en Nueva York a partir de 1913 y hasta 1947. También participó en los años formativos del movimiento modernista en Nueva York y destaca en su biografía el popular estudio-galería de 1913 de Manhattan. También pintó en Bolton Landing, Nueva York, desde 1921 hasta 1960, en su granja Golden Heart, de estilo colonial, y, simultáneamente, en Glens Falls, Nueva York entre 1952 y 1962.
En Estados Unidos, su círculo de amigos y conocidos incluía a John Graham, Willem de Kooning, David Smith, Dorothy Flowers, Jean Charlot, Edward Hopper, Alexander Calder, Rockwell y Sally Kent, Thomas Hart Benton, Allen Tucker, Max Weber, Kimon Nicolaidies y muchos otros. Siendo joven estudió, antes de 1900, en la Liga de Estudiantes de Arte y en 1913 comenzó a tener un importante papel en la escena artística de Nueva York, en la Liga de Estudiantes de Arte, donde ejerció como secretaria de la tesorería y como miembro de la junta de control junto con su esposo, el artista Thomas Furlong. Dio clases de arte durante más de 56 años en Nueva York y colaboró con el Museo Whitney de Arte Estadounidense durante los años de formación de la organización en Nueva York, según revelan los archivos de esta institución.

## Legado y reconocimientos
El trabajo conjunto de Weber Furlon con el escultor David Smith en Bolton Landing ha tenido un importante impacto en la aldea, que llega hasta el momento presente. De hecho, fue ella quien lo llevó a la finca que acabaría comprando allí junto con su esposa, la escultora y pintora Dorothy Dehner. Las obras de Weber Furlong se exhiben con carácter permanente en el Museo de Bolton Landing.
La Colección Hyde en Glens Falls, Nueva York exhibe las obras de Wilhelmina Weber Furlong desde 1966, cuando se organizó una retrospectiva individual de la obra de la artista tras su muerte en 1962. El Museo Tang en Skidmore College conserva una obra de Weber Furlong, que se exhibe a nivel regional desde 1952. En la década de 1950, el Skidmore College en Saratoga Springs, Nueva York celebró exposiciones en solitario de Weber Furlong varios años; también expuso, junto al artista David Smith en la capital del Estado, en Albany, Nueva York. El Ft. Edward Art Center organizó una exposición individual en mayo de 1994. Desde finales de septiembre de 2012 y hasta principios de abril de 2013, la International Woman's Foundation en Marfa, Texas, organizó una importante exposición retrospectiva de la obra de Weber Furlong con más de 75 obras nunca antes mostradas y algunas de las pertenencias personales de la artista, incluyendo su caballete victoriano. La exposición tuvo lugar en la galería Edificio 98, junto con una conferencia impartida por el Profesor Emérito James K. Kettlewell, antiguo comisario de la Colección Hyde.
En la primavera de 2012, Wilhelmina Weber Furlong fue objeto de una película documental basada en su biografía.

El 23 de julio de 2013, el pleno del Ayuntamiento de Glens Falls, Nueva York, aprobó una resolución para colocar un Cartel Histórico del Estado de Nueva York en el centro de Glens Falls, cerca del Ayuntamiento. El texto de la resolución dice: "Weber Furlong (1878-1962), fue una de las más grandes e influyentes artistas del siglo XX y una de las primeras en destacar en el movimiento artístico modernista. Los últimos años de su vida los pasó en Glens Falls, donde vivió y enseñó cerca de este sitio en su estudio de la calle Ridge, hasta su muerte en 1962. Colocada en el Bicentenario del Condado de Warren."